# Земля в огне
Земля в огне (англ. Earth Afire) — это научно-фантастический роман Орсона Скотта Карда и Аарон Джонстона, а также вторая книга романов о боевых войнах в серии Игра Эндера. Он был номинирован на премию Goodreads Choice Award за научную фантастику.

## Сюжет
За столетие до событий Игры Эндера инопланетный космический корабль входит в солнечную систему и вскоре сообщает о своих враждебных намерениях, уничтожая безвредные человеческие корабли. Затем он уничтожает флот астероидных шахтёров, которые объединились в отчаянной попытке остановить его. Все взрослые мужчины-члены расширенного клана Виктора Дельгадо умирают в битве. Оставшиеся в живых не могут передать предупреждение, поэтому Виктор добровольно предлагает суицидальную миссию попытаться добраться до Земли в крошечном, поспешно преобразованном беспилотном грузовом корабле. Он добирается до Луны, но не может заставить власти серьёзно относиться к нему. Таким образом, человечество совершенно не подготовлено, когда начинается Первая Муравьиная Война.
Захватчик посылает три огромных десантных корабля в юго-восточный Китай. «Формикс» появляется и использует газ для дефолиации района и уничтожения всех. Несмотря на ужасные потери, подозрительное китайское правительство отказывается от внешней помощи.
Перед посадкой Мазер Рэкхэм готовил китайских военных на новом транспортном самолёте, ГЕРЦ, в обмен на обучение своим новым изобретениям, буровые сани, которые могут быстро проскочить под землей. Во время форсированного вторжения он спасает Бингвена, очень умного восьмилетнего китайского мальчика, но затем сбит. Бингвен спасает свою жизнь, с отдаленной помощью романтического интереса Мазера, Ким. Затем Бингвен и Мазер отправились уничтожать ближайший муравьиный посадочный модуль.
Полиция мобильных операций (СС), небольшая, но элитная международная сила, входит в Китай (без официального разрешения). MOPs спасают Bingwen и Mazer от нападения Formic. Посадочный самолёт сильно экранирован, но щит не простирается под землей. Мазеру удается найти некоторые уборочные сани и ГЕРЦ для транспортировки их близко к посадочному устройству. СС Капитан Уит О’Тул получает тактическое ядерное оружие от анонимных китайцев, которые не согласны с позицией их правительства в отношении иностранной помощи. Они уничтожают посадочную площадку, но затем прибывает капитан Шензу и арестовывает Мазера.
Между тем, Виктор и Имала (адвокат, назначенный Виктору по его несанкционированному въезду) смогли дрейфовать близко к кораблю жукеров, используя замаскированное судно, предоставленное Лем Юкесом (единственным сыном богатого человека в живых), чтобы избежать его уничтожения. Виктор врывается в чужой корабль через пушечный порт.

## Персонажи
- Виктор Дельгадо — молодой, но талантливый механик который, вместе с отцом и молодым помощником, поддерживают «Эль-Кавадор» в рабочем состоянии.
- Концепсьон Кералес — капитан «Эль-Кавадора» и матриарх клана.
- Лем Джукс — сын магната Укко Джукса и капитан корпоративного корабля «Макарху».
- Капитан ДеУит Клинтон О’Тул — командир Мобильной оперативной полиции, международной организации, предназначенной для действий в любой стране.
- Лейтенант Мэйзер Ракхейм — молодой солдат-маори, которого О’Тул надеется завербовать в МОП.
- «Эль-Кавадор» (исп. El Cavador) в переводе с испанского — «копатель».